# Buse cul-blanc
Parabuteo leucorrhous
Espèce
Statut de conservation UICN

 LC  : Préoccupation mineure
Statut CITES
Synonymes
- Falco leucorrhous (protonyme)
- Buteo leucorrhous
- Percnohierax leucorrhous

La Buse cul-blanc (Parabuteo leucorrhous, anciennement Buteo leucorrhous) est une espèce d'oiseaux de la famille des Accipitridae.

## Répartition
Cet oiseau vit dans les forêts andines humides du Venezuela au nord-ouest de l'Argentine et dans la forêt atlantique.

## Taxinomie
Une étude phylogénique de Riesing et al. (2003) avait déjà montré que cette espèce n'était pas une parente proche des espèces traditionnelles du genre Buteo. Riesing et al. proposaient de la placer dans un genre à part, Percnohierax.
En 2009, les travaux phylogéniques de Raposo do Amaral et al. montrent que cette espèce est un taxon frère de la Buse de Harris (Parabuteo unicinctus), mais qu'elle est éloignée des autres espèces du genre Buteo. Le Comité de classification sud-américain de l'American Ornithological Society choisit de placer ces deux espèces dans un genre séparé nommé Parabuteo. Le Congrès ornithologique international suit cette proposition dans sa classification de référence (version 3.3, 2013).